# Amphinemura ohridana
Amphinemura ohridana is een steenvlieg uit de familie beeksteenvliegen (Nemouridae). De wetenschappelijke naam van de soort is voor het eerst geldig gepubliceerd in 1978 door Ikonomov.